# قلعه حوض له
بقایای قلعه حوض له مربوط به سده‌های اولیه دوران‌های تاریخی پس از اسلام است و در شهرستان ابهر، بخش مرکز ی، دهستان صایین قلعه، روستای گاو دره، روی ارتفاعات شمال غرب روستا واقع شده و این اثر در تاریخ ۲۶ اسفند ۱۳۸۶ با شمارهٔ ثبت ۲۲۱۹۱ به‌عنوان یکی از آثار ملی ایران به ثبت رسیده‌است.